# 명치좌

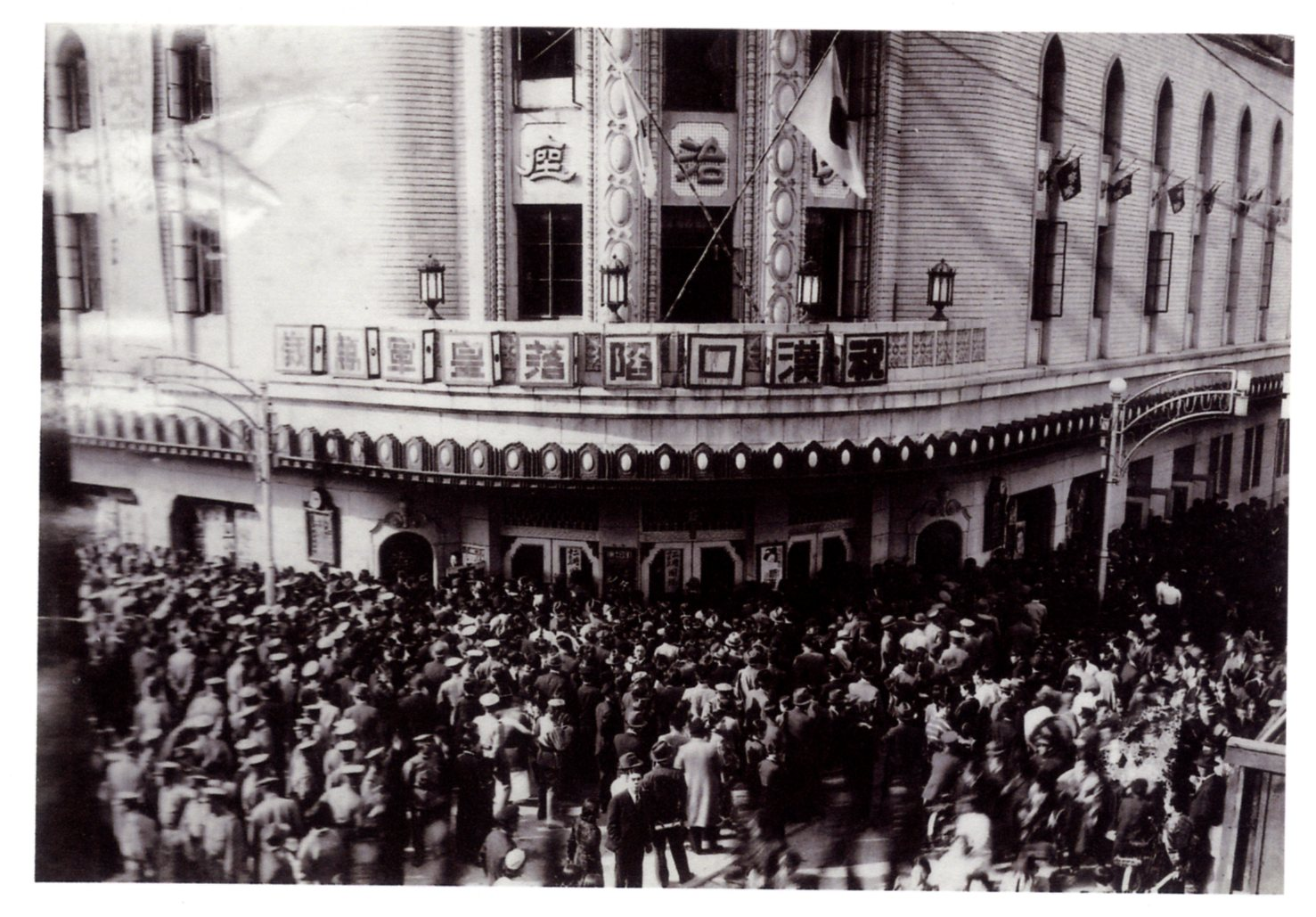
1938년 하반기 138일간 벌어진 우한 전투(zh)의 승전을 기념하는 그해 10월 26일의 인파. 입구 표지는 "祝漢口陷落皇軍萬歲(축 漢口함락 황군만세)"

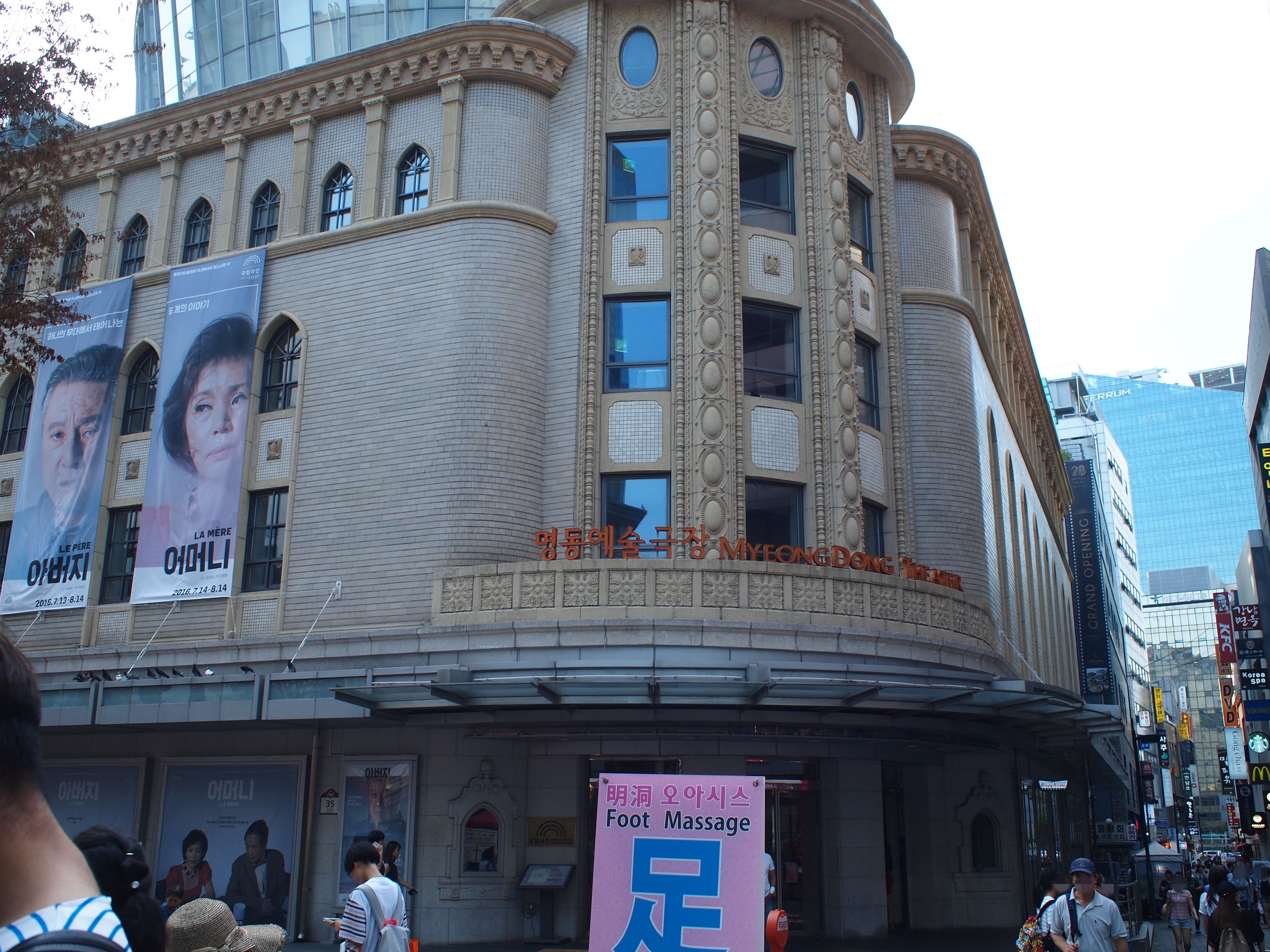
현재 국립극단의 명동예술극장으로 쓰이고 있다.

명치좌(明治座, 일본어: 明治座 메이지자[*])는 일제 강점기 조선의 영화관이자 극장이다.
1936년 10월 7일 일본이 통치하는 조선 경성부 메이지초 잇초메 (현재 대한민국 서울특별시 중구 명동1가)에 준공하여 개관한다. 제2차 세계 대전 후 1946년 1월에 국제극장으로 개칭되었고, 1947년 12월에는 시공관(市公館)으로 개칭하고 영화관 및 극장으로 사용되었다. 1957년 6월 1일, 명동예술회관으로 개칭하였으며, 국립극장이 되었다. 1973년 폐쇄 이후 36년을 거쳐 2009년 6월 5일 명동예술극장으로 다시 개관했다.

## 역사

### 준공
명치좌의 건축주는 일본인 이시바시였고 건축가는 다마타였다. 국도극장과 같은 해에 영화관으로 착공하여 같은 해에 준공 되었다.(1935.11.9`1936.10.7). 명치좌는 명동의 한 복판에위치하고 있어 미도파백화점으로부터 명동성당까지를 한 축으로 이루어져있다. 부민관, 약초극장, 황금좌 등과 함께 1930년대의 일본인들을 위한 위락 시설로 지어진 것으로 주로 일본영화만 상영했다.
관객 수용인원은 1178명으로 1층은 664명, 2층은 354명 그리고 3층은 160명으로 계획되었다.
명동의 땅 1669.43m2(505평)에 건평 1048.26m2(317.1평), 연건평 2457.57m2(743.413평)으로 지어졌다. 지하 1층, 지상 4층, 옥탑으로 구성되어 있으며 평지붕이다. 철골 철근 콘크리트조에 붉은 벽돌로 벽체를 마감했다. 화강석 타일 인조석을 부분 시공했다. 시공은 미키 합자회사에서 맡았다. 
명동 안 네거리 부분에 위치, 모서리 부분을 정면으로 하며 양측 면은 동일한 이미지로 디자인했다. 5층으로 보이도록 옥탑부까지 부벽(扶壁)을 세웠다. 옥탑 상부는 원형판을 올려놓은 것 같아 전반적으로 곡선이 강조된 느낌이다. 각면이 없어 더욱 여성적이다.

### 해방 후
명치좌는 8·15해방 후 미 군정청 시대가 되며 국제극장이란 이름으로 재개관됐다. 명동 1-65번지에 또 다른 명동극장이 있었기 때문이다. 이후 국제극장은 서울시에 의해 접수되어 시공관(市公館)이란 이름으로 바뀌고 집회시설로 쓰이거나 연극 등의 공연을 했다.
시공관은 6·25 동란으로 황폐해져 52년 개수되었다. 57년 6월1일, 시공관은 다시 명동예술회관이란 이름으로 바뀌며 국립극장이 되었다. 61년 건물이 개·보수되면서 옥상 일부분을 증축, 지붕 처마선을 복잡하게 만들어 놓았다. 
명동예술회관은 1962년 3월 21일 명동 국립극장이라는 이름으로 다시 바뀌었고, 1973년 9월에 국립극장으로서 연극 오페라 무용 등의 다양한 공연이 열리게 된다. 1973년 10월 17일 남산 국립극장이 개관될 때까지 10여년간 국립극장으로 역할했다. 

### 금융기관 입주와 복원
그 후 명동예술회관은 폐쇄되고, 1975년에는 대한투자금융(현 대한종합금융)에 매각되어 금융업체 건물로 변질되었다. 1985년 12월 내부를 전면 개수, 대한종합금융에서 사용하게 되었다.
한동안 헐릴 위기에 놓였으나 1994년 명동 상가번영회가 시민 서명운동을 벌이며 복원운동을 시작했고, 1999년 대한투자금융이 영업인가 취소가 되면서 법원경매에 부쳐지자, 문화관광부가 2002년 8월 23일 결단을 내려 명동 국립극장으로 개수하기로 결정했다. 
2004년에 문화관광부가 400억원에 건물과 땅을 사들여 2009년 6월 5일<명동예술극장>으로 재개관했다. 현재 명동 예술극장은 연극 전문 공연장이 되었다.

## 참조
1. ↑  이근혜,<<일제강점기 근대 문화 공간 표현 특성에 관한 연구>> 경원대학교 일반대학원, 2008, p89-93
2. ↑  김정동,<<국민일보>>2009-03-02
3. ↑  tbs TV, 영상기록 서울, 시간을 품다 - 제2회 근대의 엘레지 명치좌(明治座)《tbs》2013-3-25
4. ↑  백남우 칼럼, 근대의 엘레지 ‘명치좌’ 백남우《미디어파인》2015-01-19
5. ↑  명동예술극장의 숨겨진 비밀《연합뉴스》2009-03-03